# Đội tuyển bóng đá quốc gia Saint-Pierre và Miquelon
Đội tuyển bóng đá quốc gia Saint-Pierre và Miquelon là đội tuyển cấp quốc gia của khu vực vùng lãnh thổ Saint-Pierre và Miquelon. Do Saint-Pierre và Miquelon là một Cộng đồng hải ngoại của Pháp nên đội tuyển của vùng lãnh thổ này do Liên đoàn bóng đá Pháp quản lý. Trận đấu đầu tiên của đội tuyển là thất bại 0–11 trước Réunion tại Cúp bóng đá Lãnh thổ hải ngoại 2010, giải đấu dành cho các đội tuyển quốc gia là lãnh thổ hải ngoại thuộc nước Pháp.
Do không phải là thành viên của FIFA, cũng như không phải thành viên của liên đoàn châu lục nên Saint-Pierre và Miquelon không thi đấu quốc tế nhiều. Họ mới chỉ tham gia hai giải đấu Cúp bóng đá Lãnh thổ hải ngoại (2010 và 2012), đều là những trận thua đậm.                                                                                                                                                                                                                                                                                                                                                                    

## Đội hình

### Đội hình gần đây
Dưới đây là đội hình đội tuyển Saint-Pierre và Miquelon tham dự giải đấu Cúp bóng đá Lãnh thổ hải ngoại 2012.

| Số | VT | Cầu thủ                    | Ngày sinh (tuổi)  | Trận | Bàn | Câu lạc bộ           |
| -- | -- | -------------------------- | ----------------- | ---- | --- | -------------------- |
| 1  | TM | Olivier Morel (Đội trưởng) | 21 tháng 11, 1984 |      |     | A.S. Miquelonnaise   |
| 16 | TM | Simon Hebditch (Đội phó)   | 5 tháng 8, 1993   |      |     | A.S. Saint Pierraise |
|    |    |                            |                   |      |     |                      |
| 2  | HV | Rémi Audouze               | 9 tháng 11, 1993  |      |     | A.S. Ilienne Amateur |
| 14 | HV | Jean-Baptiste Borotra      | 2 tháng 2, 1994   |      |     | A.S. Saint Pierraise |
| 4  | HV | Ivan Dos Santos            | 7 tháng 11, 1988  |      |     | ASM                  |
| 15 | HV | Kevin Mathiaud (Đội phó 2) | 14 tháng 4, 1990  |      | 1   | ASM                  |
| 3  | HV | Gary Urdanabia             | 1 tháng 9, 1983   |      |     | ASIA                 |
|    |    |                            |                   |      |     |                      |
| 7  | TV | Xavier Delamaire           | 5 tháng 6, 1985   |      | 1   | ASIA                 |
| 8  | TV | Maxime Gautier             | 1 tháng 9, 1990   |      |     | ASIA                 |
| 6  | TV | Matthieu Demontreux        | 23 tháng 10, 1992 |      |     | A.S. Saint Pierraise |
| 11 | TV | Nicolas Lemaine            | 7 tháng 5, 1995   |      |     | ASM                  |
| 13 | TV | Aymeric Tillard            | 22 tháng 12, 1988 |      |     | ASIA                 |
| 5  | TV | Tristan Girardin           | 18 tháng 10, 1995 |      |     | A.S. Saint Pierraise |
|    |    |                            |                   |      |     |                      |
| 9  | TĐ | Mickaël Lucas              | 4 tháng 7, 1984   |      |     | A.S. Miquelonnaise   |
| 10 | TĐ | Olivier Blanchet           | 2 tháng 5, 1992   |      |     | A.S. Ilienne Amateur |
| 17 | TĐ | Guillaume Revert           | 1 tháng 12, 1994  |      |     | A.S. Ilienne Amateur |
| 12 | TĐ | Martin Disnard             | 1 tháng 2, 1994   |      |     | A.S. Ilienne Amateur |

Chú thích

1. ↑  Elo rankings change compared to one year ago. "World Football Elo Ratings". eloratings.net. ngày 30 tháng 11 năm 2022. Truy cập ngày 30 tháng 11 năm 2022.
2. ↑  "Saint Pierre et Miquelón, el último debut del fútbol" (bằng tiếng Tây Ban Nha).